# Thismia lauriana
Thismia lauriana är en enhjärtbladig växtart som beskrevs av Jarvie. Thismia lauriana ingår i släktet Thismia och familjen Burmanniaceae. Inga underarter finns listade i Catalogue of Life.